# روکشار دیلون
روکشار دیلون یا رخسار دهلون (به انگلیسی: Rukshar Dhillon) (زاده ۱۲ اکتبر ۱۹۹۳) بازیگر هندی است.
از فیلم‌های معروف او می‌توان به بازی در فیلم دلهره و جادوگر اشاره کرد.